# Odontosia japonibia
Odontosia japonibia är en fjärilsart som beskrevs av Matsumura 1929. Odontosia japonibia ingår i släktet Odontosia och familjen tandspinnare. Inga underarter finns listade i Catalogue of Life.